# Consolidated Commodore
Dimensions
Le Consolidated Commodore était un hydravion américain. Conçu par la Consolidated Aircraft Corporation dans les années 1930, il fut utilisé pour le transport de passagers, principalement dans les Caraïbes, et employé par des compagnies aériennes telles que Pan American Airways.

## Historique
Pionnier de l'industrie de l'aviation long-courrier, le Commodore « Clipper » naquit d'une compétition de l'US Navy des années 1920 pour la conception d'un avion pouvant réaliser des vols sans escale entre le territoire principal des États-Unis et le Panama, l'Alaska, et les îles Hawaï. En réponse à ces besoins, Consolidated produisit le prototype XPY-1 Admiral, conçu par Isaac M. Laddon (en) en janvier 1929. Consolidated échoua à obtenir le contrat de production d'avions pour la Navy face à Glenn L. Martin Company. Martin produisit un XP2M prototype et neuf P3M de série. L'avion représentait un changement important, par rapport aux premiers concepts d'hydravions de patrouille maritime, tels que le Curtiss NC.
Pour faire face à la perte du contrat avec la marine américaine, Consolidated proposa une version de transport de passagers du XPY-1, qui devint connu sous le nom de Commodore. Hydravion monoplan à aile parasol et coque en métal, il pouvait transporter 32 passagers et trois membres d'équipage. Le nombre maximal de passagers, installés dans trois cabines séparées, ne pouvait être emporté que sur de relativement courtes distances, en raison des limitations de masse de l'avion. Pour un trajet de 1 000 miles (environ 1 600 km), l'avion ne pouvait probablement pas emporter plus de 14 personnes à bord, même en comptant l'équipage. La construction des ailes et de la queue consistait en une structure métallique recouverte de tissu, à l'exception des bords d'attaque, qui étaient eux-aussi en métal. Le Commodore avait des changements significatifs par rapport au XPY-1. Ils concernaient les moteurs, plus puissants, la forme du fuselage, et des améliorations structurelles.

## Carrière opérationnelle
Le Commodore effectua son premier vol en 1929, puis fut produit à 14 exemplaires. À partir du 18 février 1930, les Commodores furent utilisés par la NYRBA (New York, Rio, and Buenos Aires Line (en)) vers l'Amérique du Sud, où des routes s'étiraient jusqu'à Buenos Aires, soit une distance de 9 000 miles (environ 14 500 km) en partant de Miami, en Floride.
Marius Lodeesen, ancien pilote de Commodore à Pan American Airways, rendit hommage à cet avion en écrivant :

« …le bon vieux Consolidated Commodore était l'avion le plus fiable et fidèle de la flotte Pan American au cours du début des années 1930. …il était propulsé par deux moteurs. Ce devaient être des Pratt & Whitney, parce-qu'ils ne causèrent jamais le moindre problème. …les têtes-à queues dans l'eau en Commodore étaient impossibles. Effectuer un mauvais atterrissage avec était vraiment difficile. Il était le plus bel hydravion qui j'aie jamais piloté. »

— Marius Lodeesen, Captain Lodi Speaking
Les années 1930 passant, les Commodores furent progressivement dépassés par des avions plus performants, tels les Sikorsky S-42, Martin M-130 et Boeing 314. Quelques-uns furent utilisés par d'autres clients. Le Commodore peut être considéré comme un premier pas aux États-Unis, sur une route qui les mena à la conception des hydravions de transport et de patrouille monoplans très réussis de la fin des années 1930. Le XPY-1 et sa contrepartie civile, le Commodore, peuvent être considérés comme le point de départ d'une série de conception d'hydravions qui mena à l'apparition du célèbre Consolidated PBY Catalina de la Seconde Guerre mondiale.

## Versions
- Model 16 : Jusqu'à 18 passagers et trois membres d'équipage[7] ;
- Model 16-1 : Jusqu'à 22 passagers et trois membres d'équipage[7] ;
- Model 16-2 : Jusqu'à 30 passagers et trois membres d'équipage[7].

## Utilisateurs
- Argentine :
  - Trimotor Safety Airways, Inc. (NYRBA-Argentina)[8] ;
  - Sociedad Argentina de Navegación Aérea (SANA)[9] ;
  - Aviacion del Litoral Fluvial Argentino (ALFA).
- Bahamas :
  - Bahamas Airways[10].
- Brésil :
  - NYRBA do Brasil[11] ;
  - Panair do Brasil[12] ;
  - Force aérienne brésilienne (FAB)[13],[14].
- États-Unis :
  - New York, Rio, and Buenos Aires Line (en) (NYRBA) ;
  - Pan American Airways ;
  - Alaska Star Airlines.
- Taïwan :
  - China National Aviation Corporation (en) (CNAC)[15].

## Incidents et accidents
- Le 16 avril 1935, un Commodore de la Pan Am, numéro NC660M, fut détruit dans l'incendie d'un hangar à Miami[16] ;
- Le 14 décembre 1940, un Commodore de la SANA, numéro LV-RAB, s'écrasa dans le quartier de Puerto Nuevo à Buenos Aires[9] ;
- Le 10 juin 1941, le Commodore « Belém » de la force aérienne brésilienne s'écrasa à Belém, au Brésil, lors d'une « virée sauvage » non autorisée. Les huit occupants furent tués[17] ;
- Le 18 juin 1942, un Commodore de la compagnie Alaska Star Airlines, numéro NC664M, prit feu sur le lac Takla, en Colombie-Britannique[18],[19] ;
- Le 24 septembre 1943, un Commodore de la Pan Am, numéro NC668M, s'écrasa à Miami pendant un vol d'essai, tuant l'une des trois personnes présentes à bord[20] ;
- Le 24 décembre 1948, un Commodore de la compagnie ALFA, numéro LV-AAL, fut détruit dans un incendie de hangar dans le quartier de Puerto Nuevo à Buenos Aires[21].

## De nos jours
L'unique Model 16 restant a été localisé dans un lac du nord du Canada. Un projet existe pour récupérer et restaurer cette cellule afin de l'exposer au musée de l'air et de l'espace de San Diego.

### Magazines
- (en) Frederick Simpich, « Skypaths Through Latin America: Flying From Our Nation's Capital Southward Over Jungles, Remote Islands, and Great Cities on an Aerial Survey of the East Coast of South America, with 78 Illustrations », National Geographic, vol. 59, no 1,‎ janvier 1931